# Margaretha Rossholm Lagerlöf
Karin Margaretha Louise Thomson, mest känd under tidigare namnet Margaretha Rossholm Lagerlöf, född Thomson 25 augusti 1943, är en svensk målare, konstvetare och professora emerita vid Stockholms universitet.
Hon är dotter till försäkringsdirektören Hans-Gösta Thomson och Inger-Maj Ström och brorsdotter till Anna-Lisa Thomson. Hon studerade konsthistoria vid Stockholms universitet på 1960-talet men är som konstnär autodidakt och bedrev självstudier under en vistelse i Paris 1965. Separat har hon ställt ut några gånger på Galerie Två fönster i Stockholm. Hennes konst består av en symbolistiska motiv med mystik och förtätad stämning i Gustave Moreaus anda.
Rossholm Lagerlöf blev filosofie kandidat 1967 och disputerade i konstvetenskap vid Stockholms universitet 1974. Samma år började hon verka som forskarassistent där och 1986 blev hon högskolelektor. Åren 1979–1982 tjänstgjorde hon som prefekt för Stockholms universitets konstvetenskapliga institution. Hon innehade professuren i konstvetenskap 1998–2010.
Rossholm Lagerlöfs forskningsintressen omfattar konst- och tolkningsteori och hon har ägnat särskilt mycket uppmärksamhet åt den tidigmoderna periodens konst.
Hon var 1969–1978 gift med Göran Rossholm och sedan 1982 med Karl Erik Lagerlöf. Omkring 2021 återtog hon födelsenamnet Thomson.

## Utmärkelser och akademiledamotskap
- 2001 – Ledamot av Vitterhetsakademien (LHA, 2001)[1]
- 2010 –  Björk Tomas konstvetare, Grundell Vendela, Roberts Maud, red (2010). Det åskådliga och det bottenlösa: tankar om konst och humaniora tillägnade Margaretha Rossholm Lagerlöf. Eidos (Stockholm), 1650-5298 ; 22. Stockholm: Konstvetenskapliga institutionen, Stockholms universitet. Libris 11956538. ISBN 9789197631518, festskrift
- 2021 –  H.M. Konungens medalj i guld av 8:e storleken med Serafimerordens band (Kong:sGM8mserafb 2021) för betydande insatser inom konstvetenskap och svenskt konstliv[6]